# Rolls-Royce Trent 500
El Rolls-Royce Trent 500 és un motor d'aviació turboventilador d'alt índex de derivació que fou desenvolupat a partir del Rolls-Royce RB211 i forma part de la família de motors Trent.

## Disseny i desenvolupament
El 1995, Airbus començà a avaluar motors per a dos derivats de llarg abast nous del seu avió quadrireactor A340, designats A340-500/-600. Els models existents -200 and -300 eren impulsats per motors CFM International CFM56. Tanmateix, el CFM56 estava al límit de la seva capacitat de desenvolupament i no podria impulsar el nou A340-500/-600. L'abril del 1996, Airbus signà un acord amb General Electric per desenvolupar un motor adequat, però decidí no comprometre's quan General Electric exigí un acord d'exclusivitat per a l'A340. Després d'un concurs amb Pratt & Whitney, Airbus anuncià el 15 de juny del 1997 a la Fira Aeronàutica de París que havia elegit el Trent 500 per impulsar l'A340-500 i l'A340-600.
El Trent 500 fou encès per primera vegada el maig del 1999 i certificat el desembre del 2000. Entrà en servei en l'A340-600 amb Virgin Atlantic Airways el juliol del 2002 i en l'avió de molt llarg abast A340-500 amb Emirates el desembre del 2003. Quan la producció de l'Airbus A340 arribà a la seva fi el 2011, s'havia entregat un total de 131 A340-500/-600 equipats amb 524 motors Trent 500. Lufthansa n'és el principal operador, amb 24 A340-600.
El Trent 500 impulsa l'Airbus A340-500 i l'A340-600. Fou certificat amb un empenyiment de 270 kN, però fou reduït a 240 kN amb la denominació Trent 553 per a l'A340-500 i a 250 kN amb la denominació Trent 556 per a l'A340-600 i l'A340-500HGW. Tanmateix, l'A340-600HGW (High Gross Weight, 'Alt Pes Brut'), una versió millorada de l'A340-600, en porta una versió de 270 kN. El Trent 500 té el mateix ventilador de corda ampla que el Trent 700, juntament amb un nucli adaptat del del Trent 800.